# أمينة (اسم)
أمينة (بالإنجليزية: Amina / Ameena)، اسم علم عربي مؤنث ، مشتق من الأصل الثلاثي "أمِنَ" بمعنى الأمن و السلام.

## المعنى والدلالة
ومعناه المؤتمنة ، المأمونة ، الموثوق بها ، الوفيّة للعهد والوعد.
وكذلك تعني
الأَمِيِنة : الحافظة والحارسة.
امرأة أَمينٌة : الْمَوْثوقُ بِهِا ، أَي الَّتي يُوثَقُ بِهِا.
كانَت امرأة أَمينة : أي صادِقة ، وَوفِيّة ، ومُخْلِصة، كما في الذكر الحكيم: من سورة الأعراف الآية 68، وأَنا لَكُمْ ناصِحٌ أَمينٌ. وفي سورة الشعراء الآية 107، إِنِّي لَكُمْ رَسولٌ أَمينٌ.

### لغويا
- أمِنْتُ فلانا أي وثقت به و ائتمنته (توحي بالاعتمادية) و شعرت بالمودة تجاهه و بالطمأنينة معه و بالوفاء منه.
- أمًّنْتُ فلانا أي حفظت عليه نفسه و أذهبت عنه خوفه و صدقت معه و تجاهه.

### اصطلاحا (دلالة الإسم)
هي المرأة الصادقة، المخلصة، الوفية، الحنونة، المحبة، المؤتمنة، و التي لا يصدر عنها إلا الخير.

## أشهر من تسمى به
- أمينة بنت الحسين بن علي زين العابدين بن الحسين بن علي بن أبي طالب.